# Musée national hongrois
Le musée national hongrois (hongrois : Magyar Nemzeti Múzeum, prononcé [ˈmɒɟɒɾ ˈnɛmzɛti ˈmuːzɛum]) est un musée consacré à l'histoire de la Hongrie. Symbole de la Révolution hongroise de 1848, il est situé à Budapest. L'édifice est l'œuvre de Mihály Pollack.
Ce site est desservi par la station Kálvin tér :     47 49.

## Collections
Le Musée national hongrois possède sept expositions permanentes. L'histoire générale de la Hongrie est couverte en deux sections : l'archéologie de la préhistoire à la période Avar se terminant en 804 après J.C. au rez-de-chaussée, et l'histoire de l'an 804 jusqu'aux temps modernes, au premier étage. Cette exposition couvre des sujets tels que l'époque des Arpads , la longue occupation turque, la Transylvanie et la Hongrie royale. 
L'histoire plus moderne et contemporaine commence par la guerre d'Indépendance de Rákóczi, montrant différentes tenues militaires et diverses pièces de monnaie. La section historique se termine par la montée et la chute du système communiste en Hongrie. 
Au deuxième étage, on peut découvrir les érudits hongrois qui ont marqué le XXe siècle. Une pièce au premier étage présente le manteau du couronnement médiéval hongrois. 
L'exposition permanente du rez-de-chaussée se concentre sur les inscriptions et les sculptures sur pierre médiévales et modernes. Cette exposition présente diverses reliques en pierre et les sculptures qui y ont été réalisées. La majorité des objets de cette collection ont été découverts dans les années 1960 et 1970, alors qu'on cherchait d'autres reliques après la Seconde Guerre mondiale. 
La dernière exposition permanente est située au sous-sol du musée. Il s'agit de l'exposition lapidaire romaine, qui est une collection d'inscriptions et de sculptures romaines anciennes sur pierre. 

### Objet notable
La couronne de Constantin IX Monomaque. Ce cloisonné byzantin incrusté d'émaux constitue probablement une partie d'une couronne. Sont représentés l'empereur Constantin IX Monomaque (1042-1056), sa femme Zoé Porphyrogénète (morte en 1050) et sa sœur Theodora, deux femmes dansant et des personnifications de la vertu et de l'humilité. Deux médaillons montrent les apôtres saint Pierre et saint André Hungarian National Museum#/media/File:Couronne Monomaque - Musée national hongrois.jpg.

## Bâtiment
Le bâtiment dans lequel se trouve le Musée national hongrois a été construit entre 1837 et 1847. Le bâtiment principal a été conçu dans un style néoclassique et a été complété par de nombreux artistes , avec forces statues, peintures et éléments architectoniques. 
Les statues du Portique ont été réalisées par Raffaele Monti de Milan. L’une d’elles est une célèbre statue de la figure allégorique de la Hongrie, tenant un bouclier avec les armoiries hongroises. Sur les côtés de cette figure se trouvent la Science d'un côté et l'Art de l'autre. 
Les peintures qui se trouvent dans le grand escalier et au plafond depuis 1875 ont été réalisées par Károly Lotz et Mór Than. 
Il y a également un jardin qui est notamment utilisé à l'occasion des concerts. Divers artistes s'y sont produits, dont Franz Liszt. Aujourd'hui, le jardin accueille le Festival des Musées.

### Anecdote
Des scènes du film Evita , mettant en vedette Madonna , ont été filmées sur les marches menant à l'entrée. Les scènes représentaient le cercueil d'Eva Perón transporté dans un bâtiment gouvernemental de « Buenos Aires » pour y être déposé.
- Le Ballon, par Pál Szinyei Merse (1878).

## Galerie

Galerie du Musée national de Hongrie
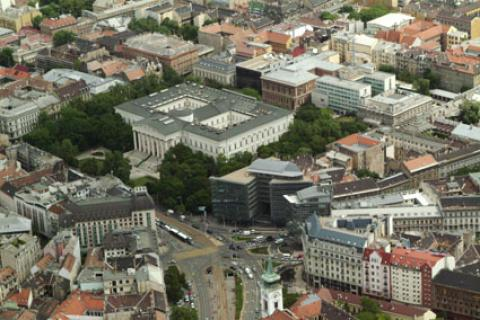
Musée - vue globale - quartier des musées
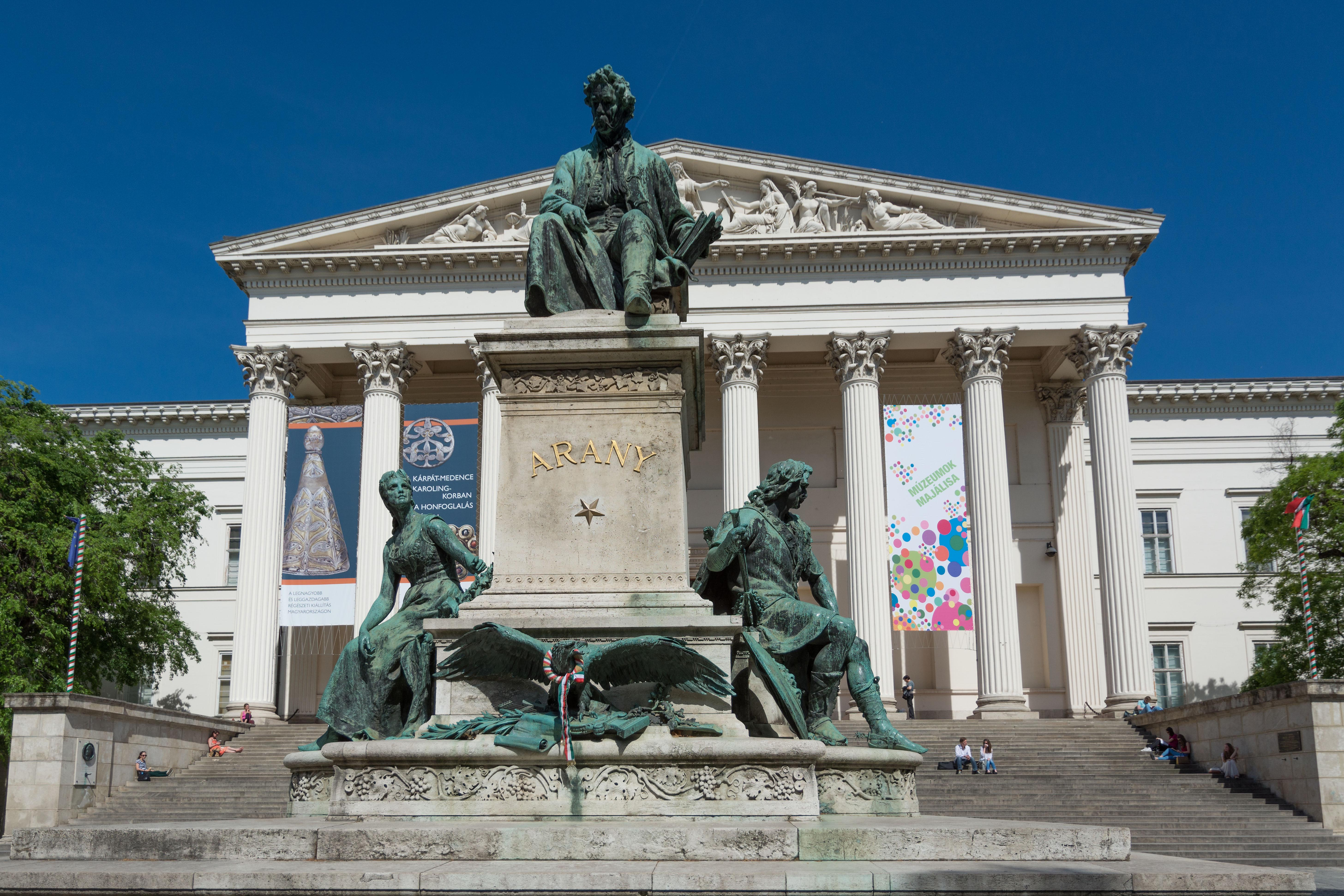
Panorama et statues (monument dédié au poète János Arany, 1893)sur l'esplanade devant l'entrée du musée
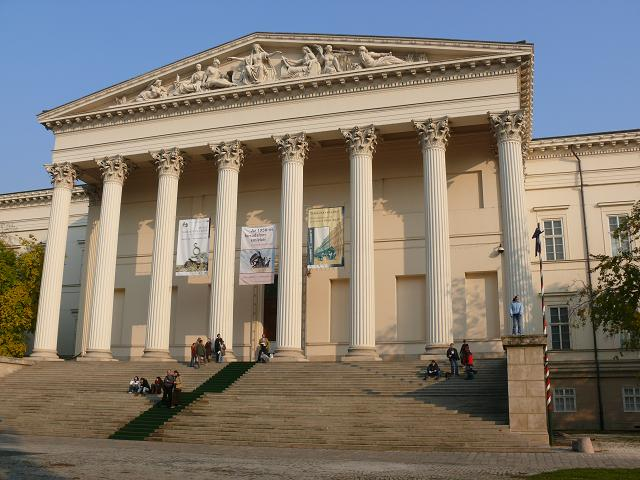
Façade néoclassique
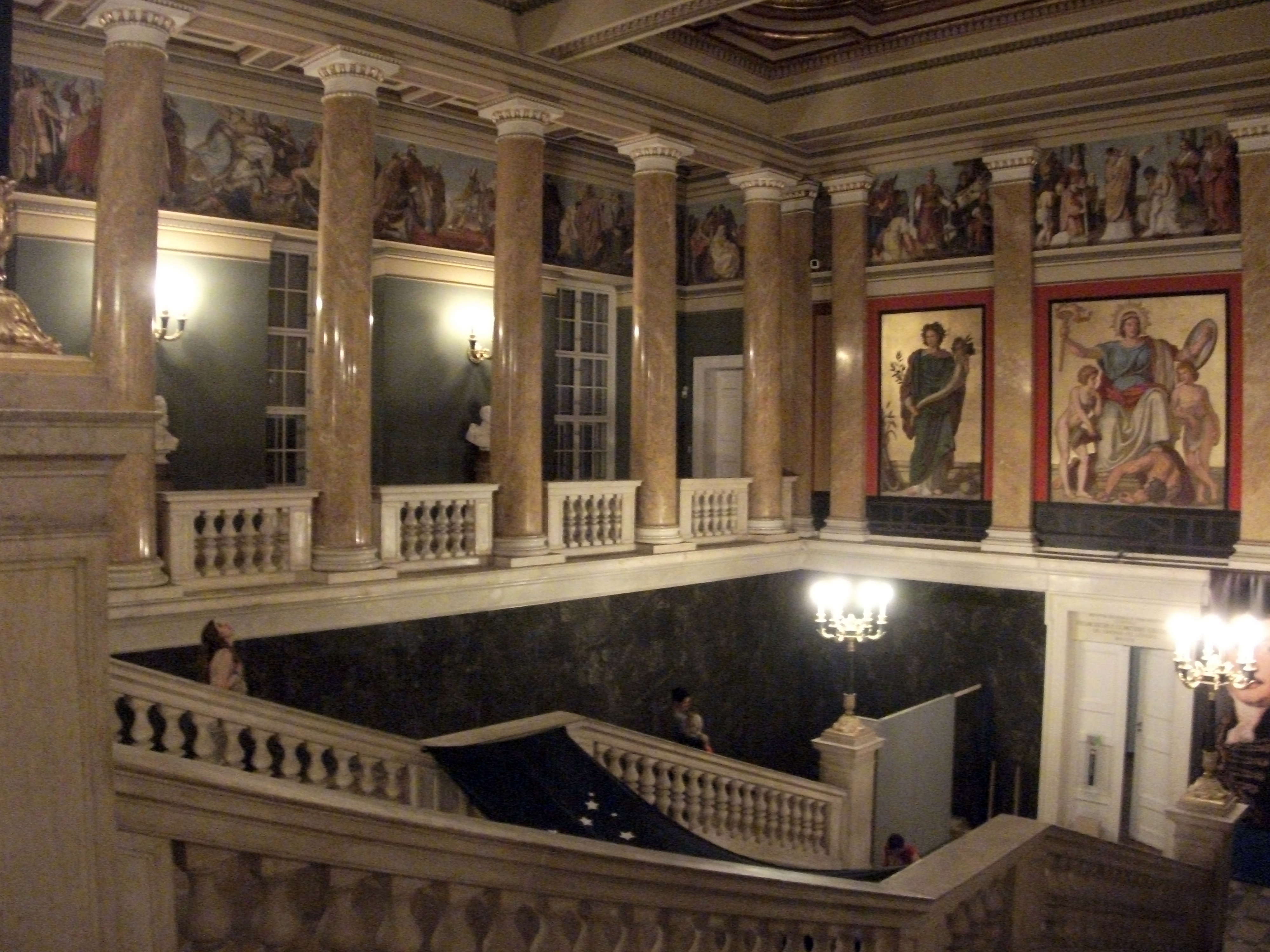
Grand escalier
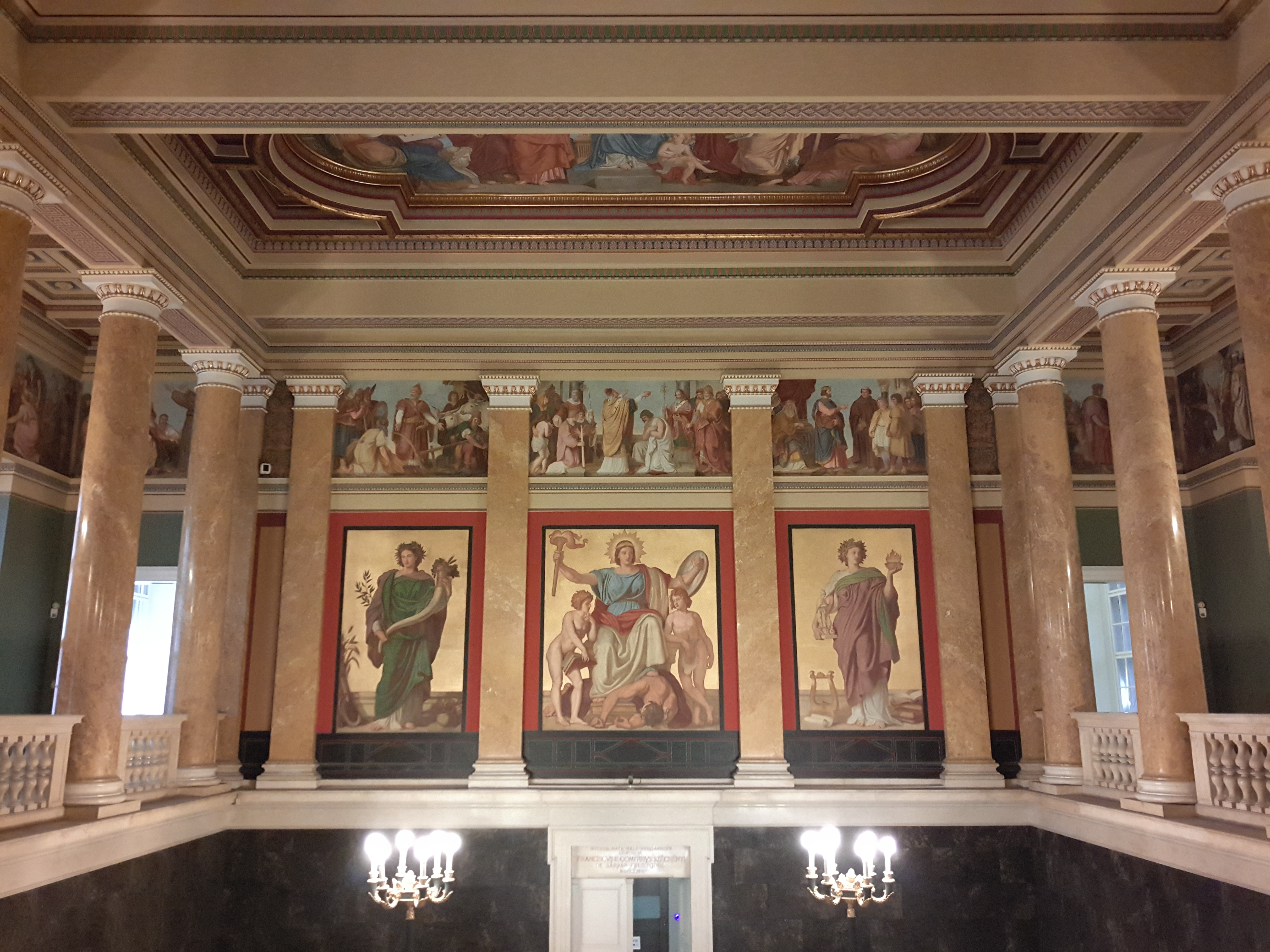
Détails des fresques surplombant le grand escalier
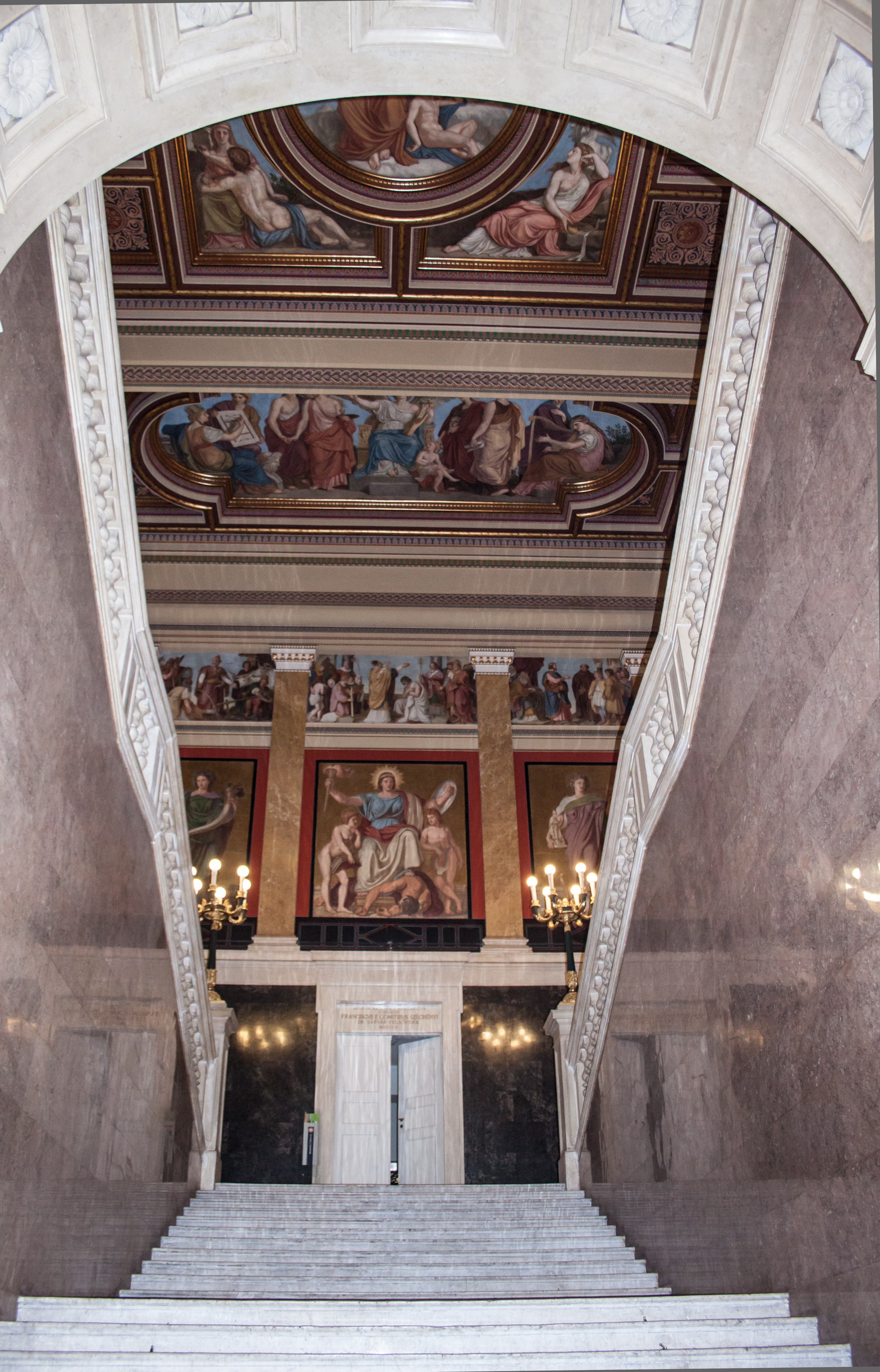
Perspective du grand escalier
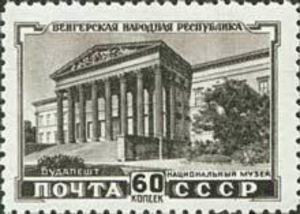
timbre à l'image du musée, période soviétique - 1951
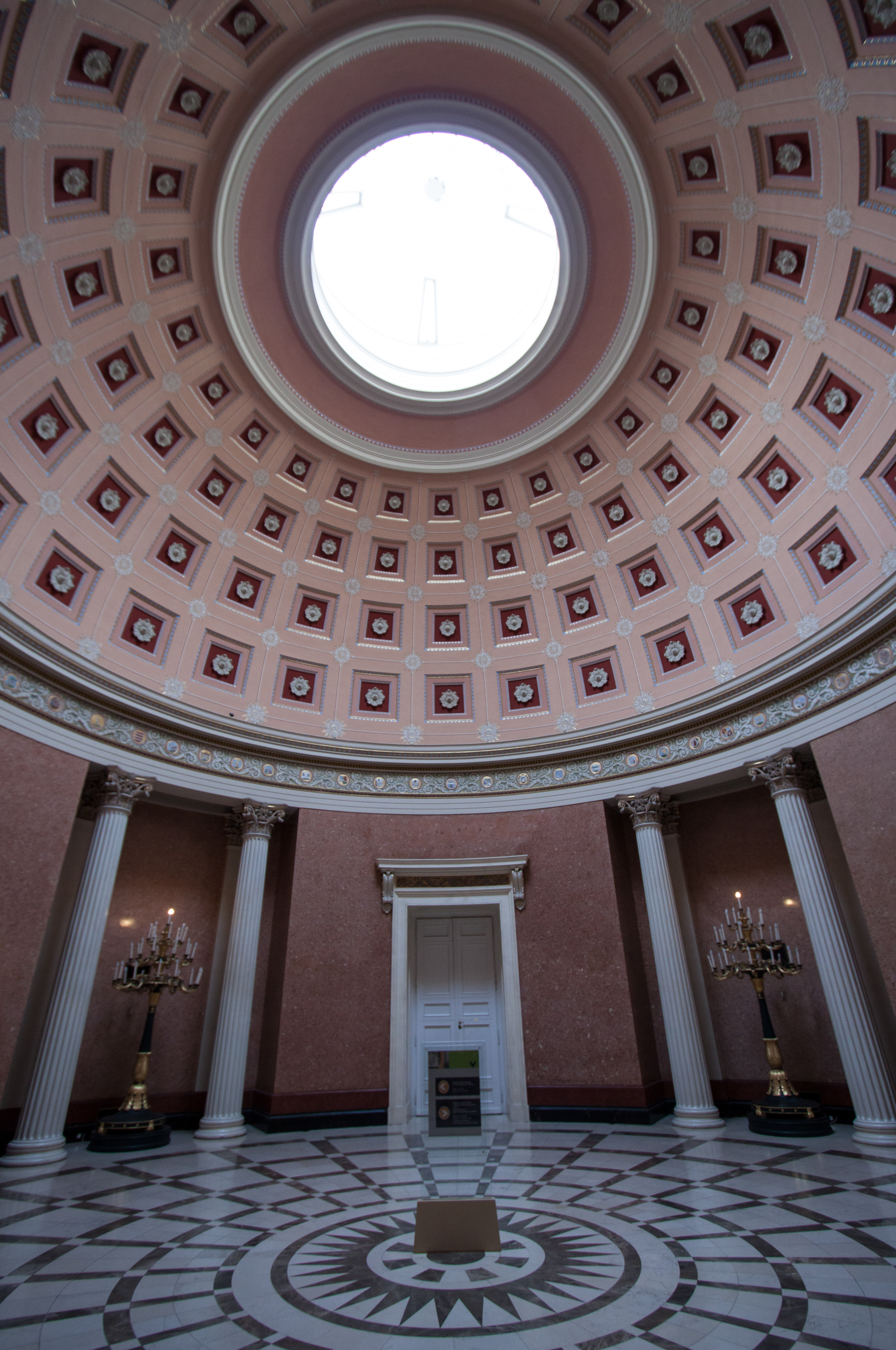
Salle rotonde, sous le dôme du musée
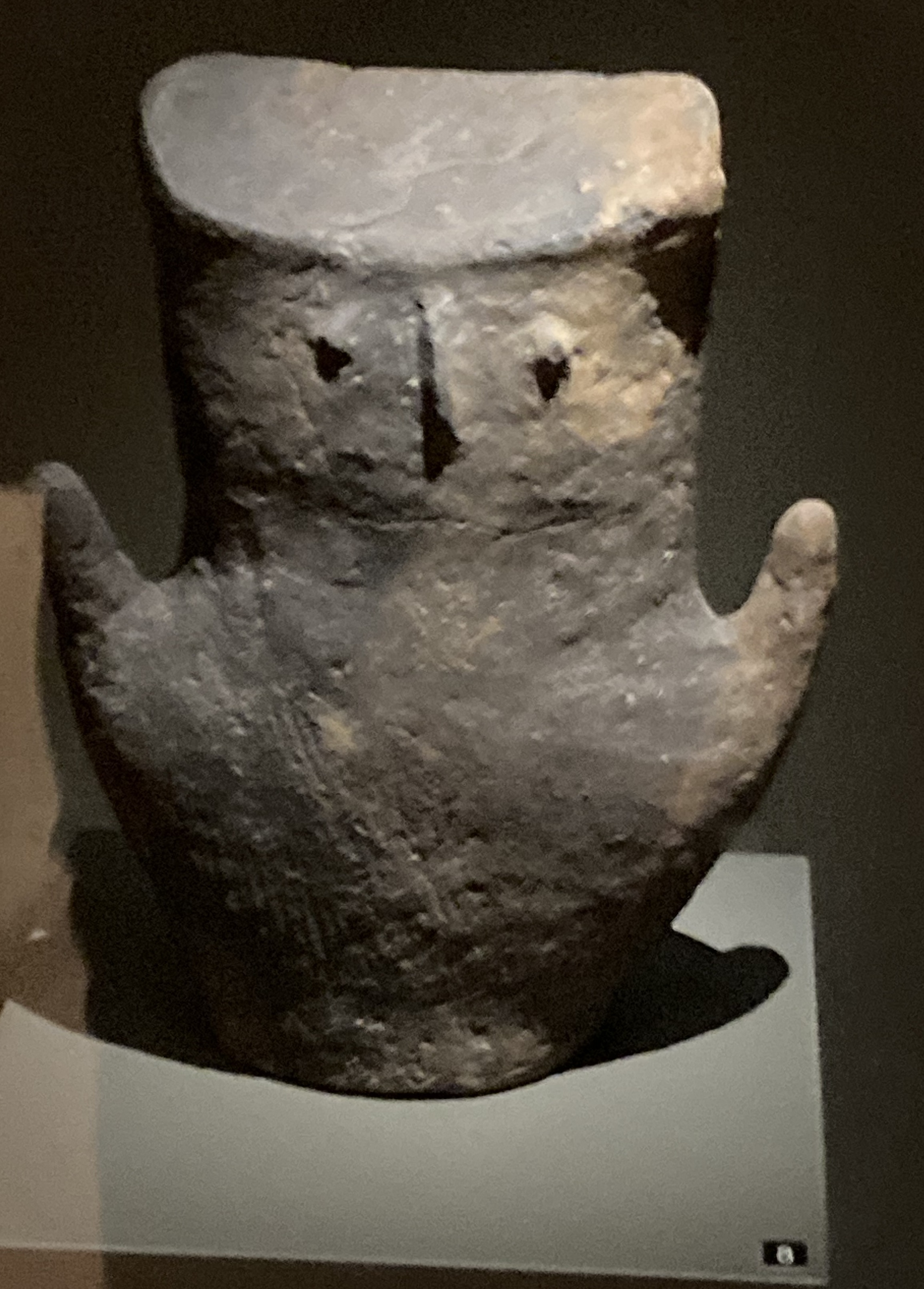
Figure féminine du néolithique
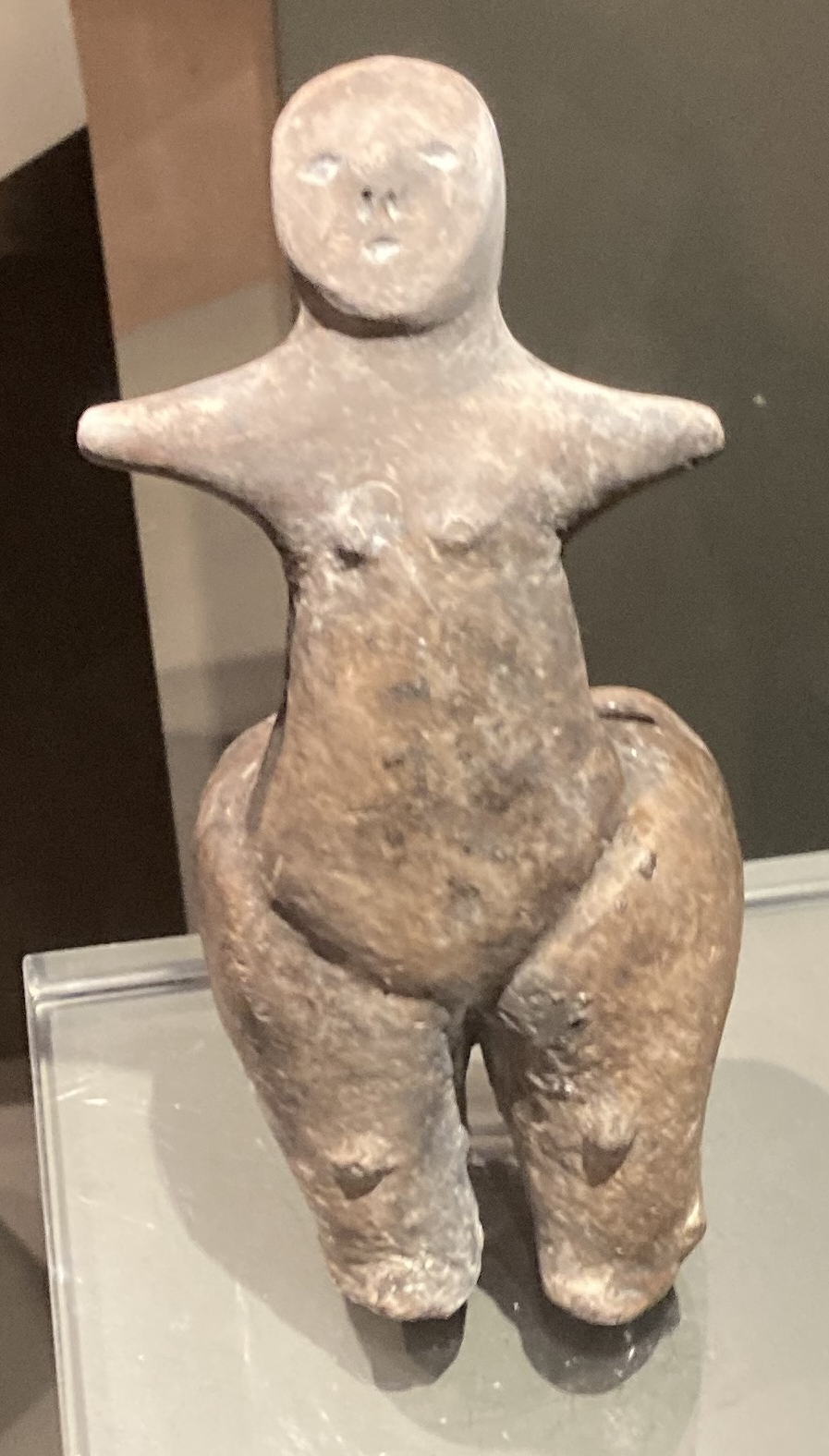
Figure féminine néolithique
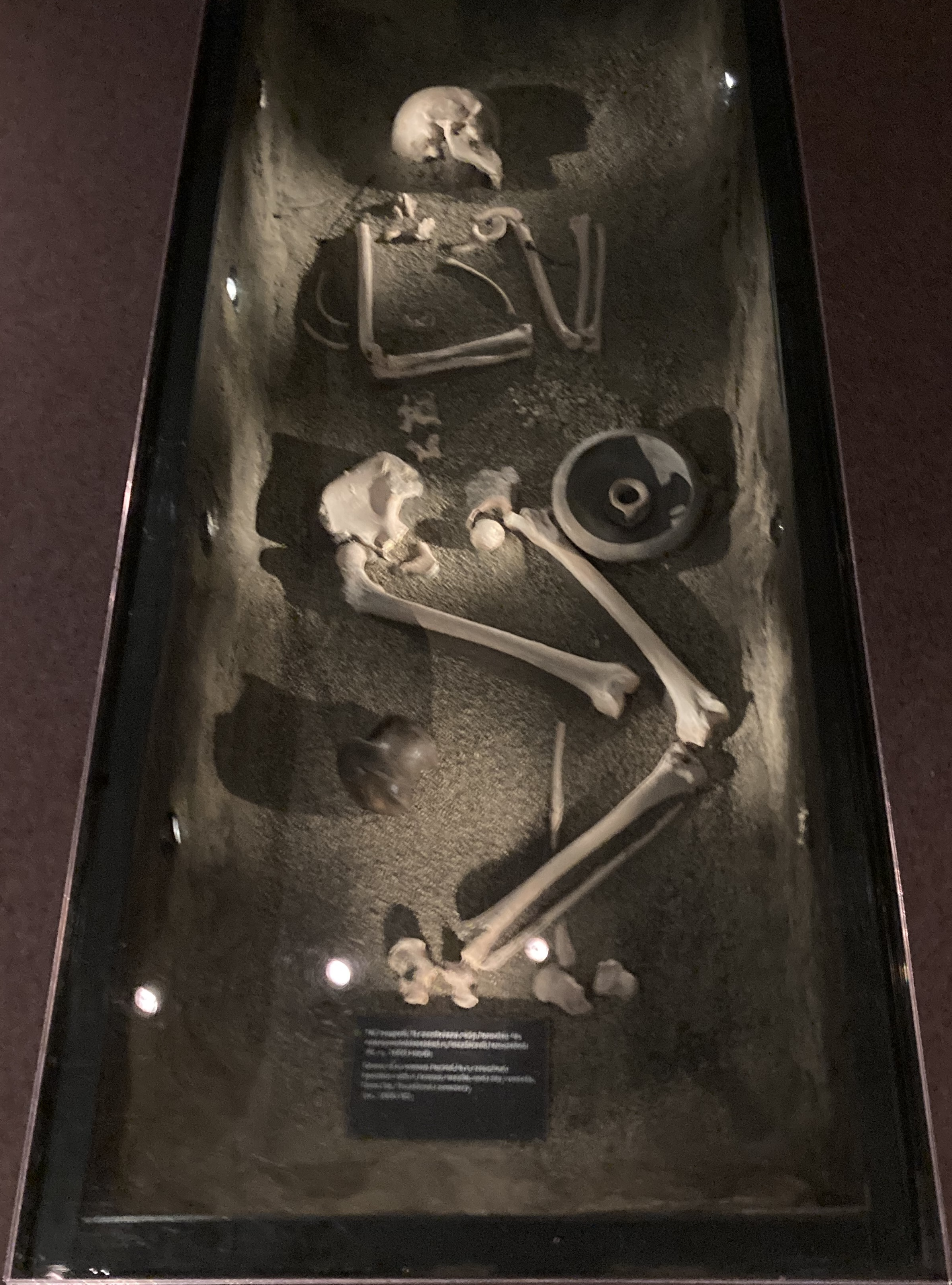
Squelette de l'âge du bronze
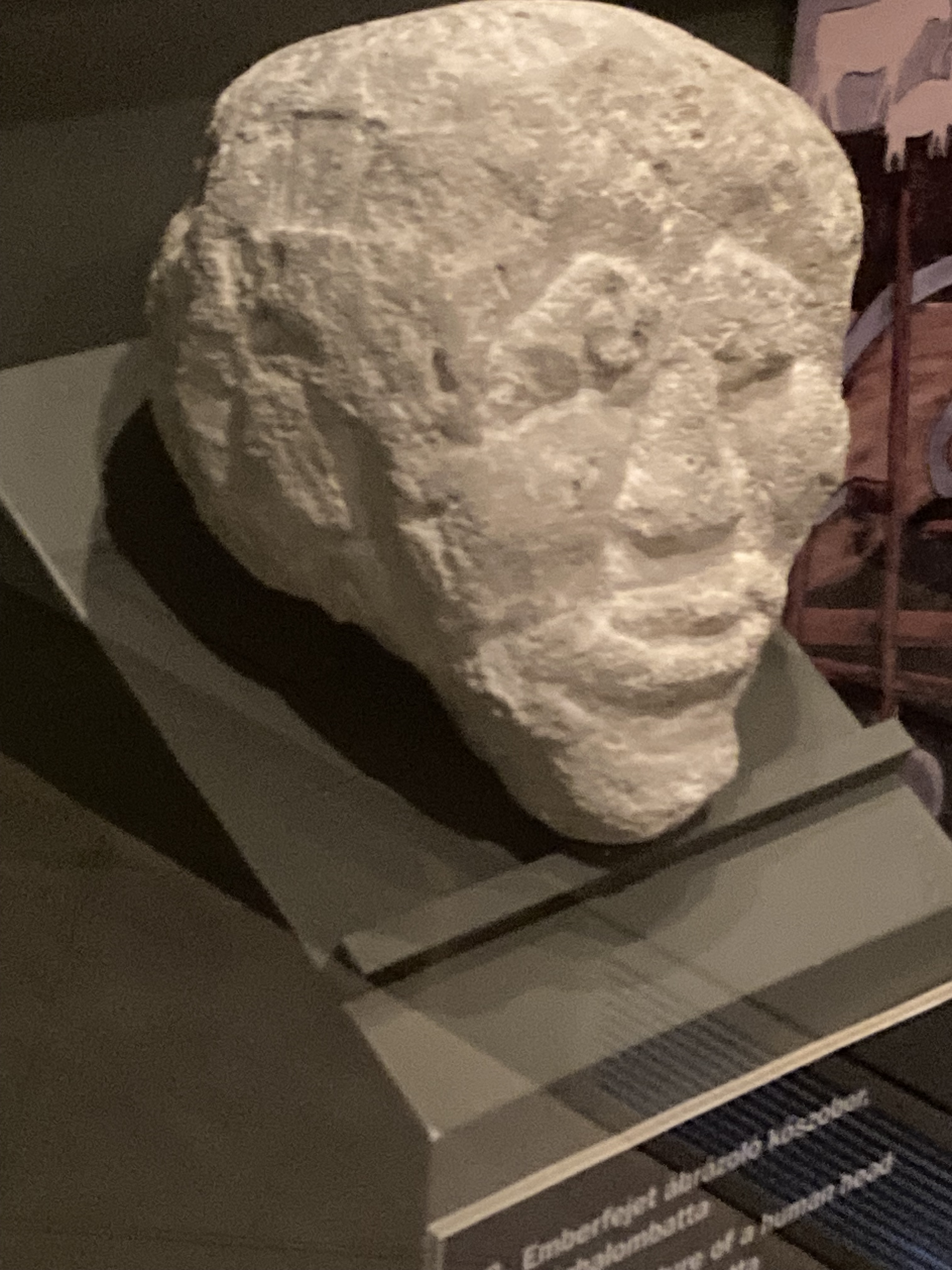
Tête d'idole en pierre de l'âge du fer (celtique)
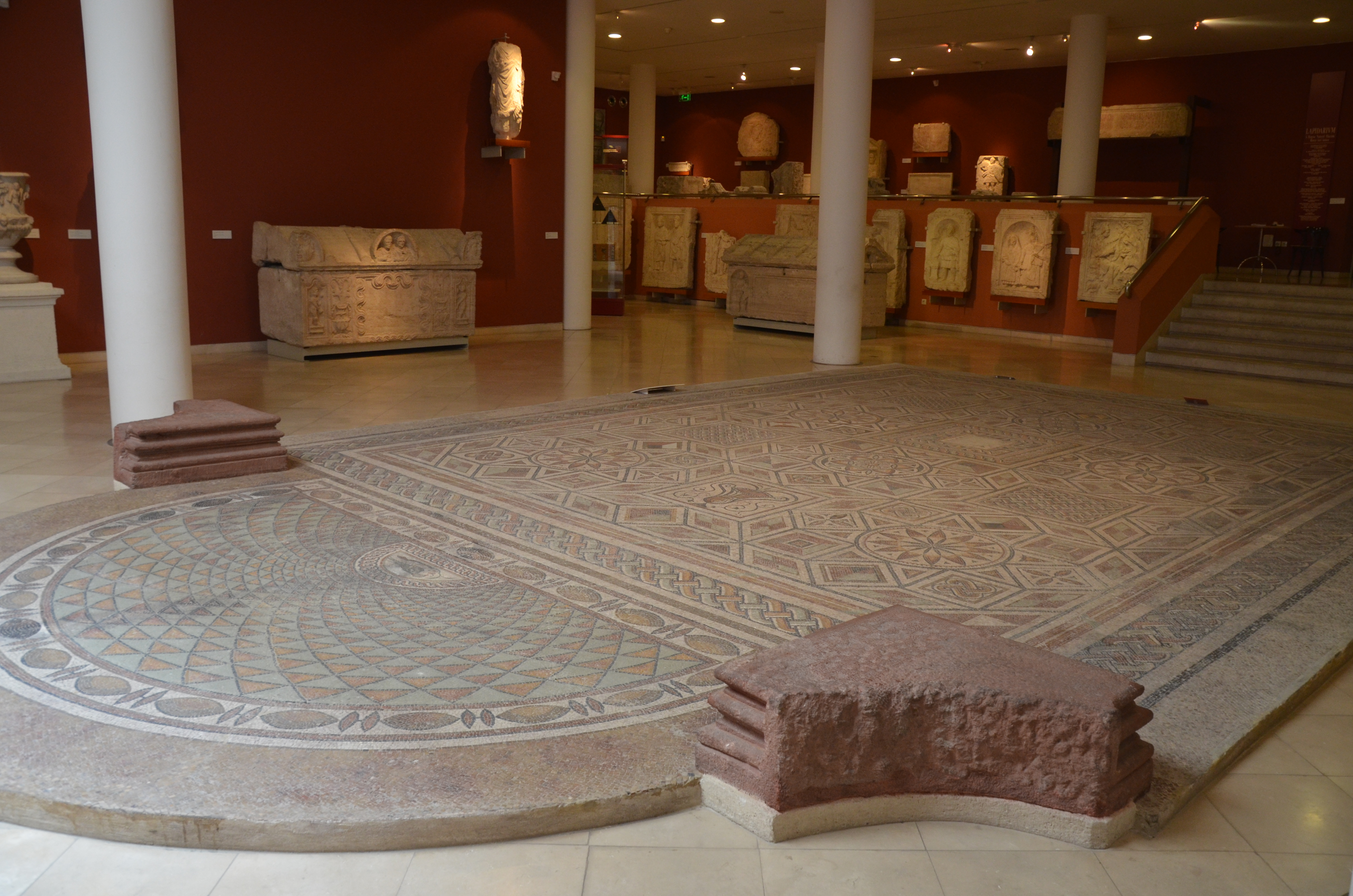
Lapidarium
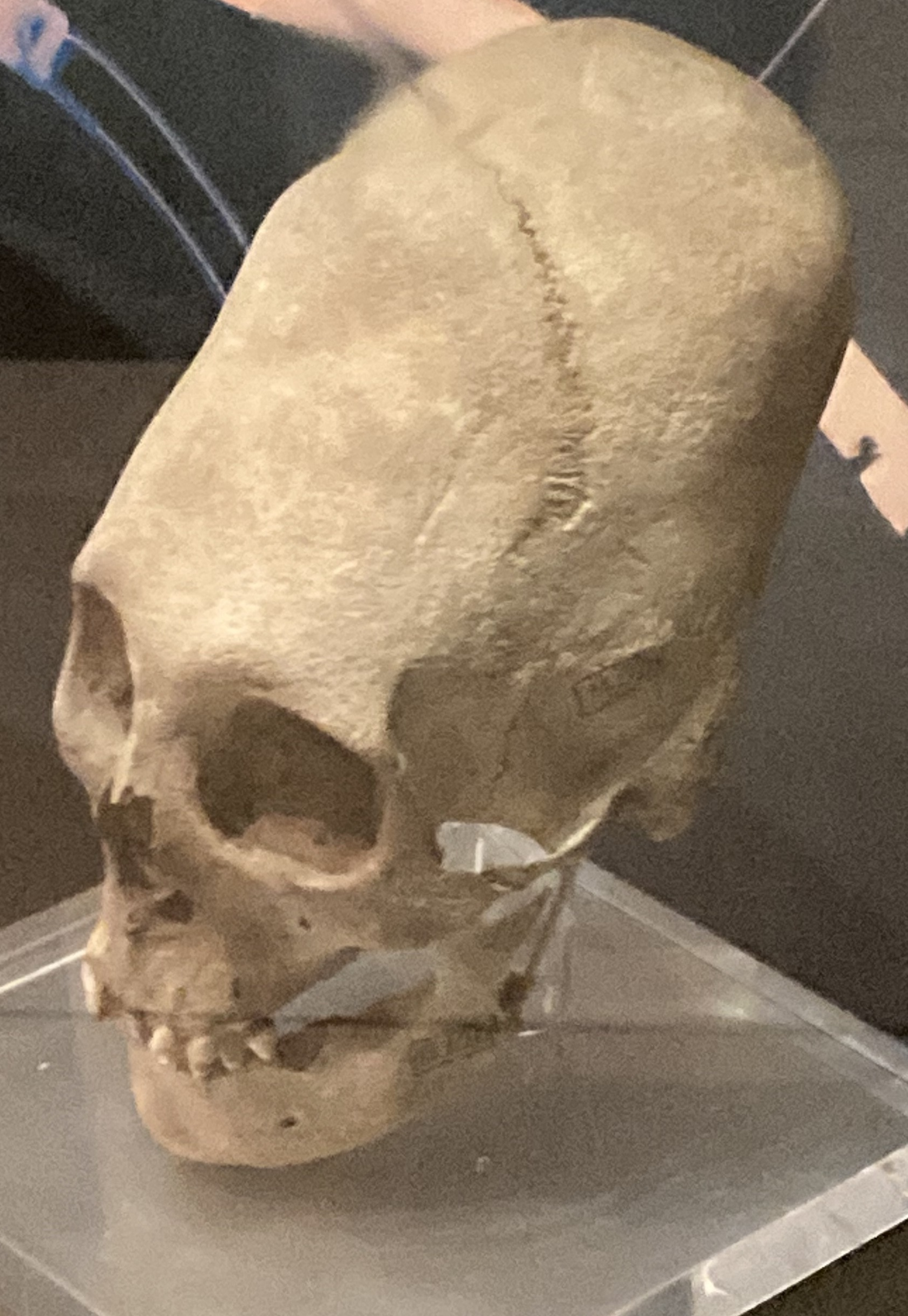
Crâne allongé de femme, période post-romaine
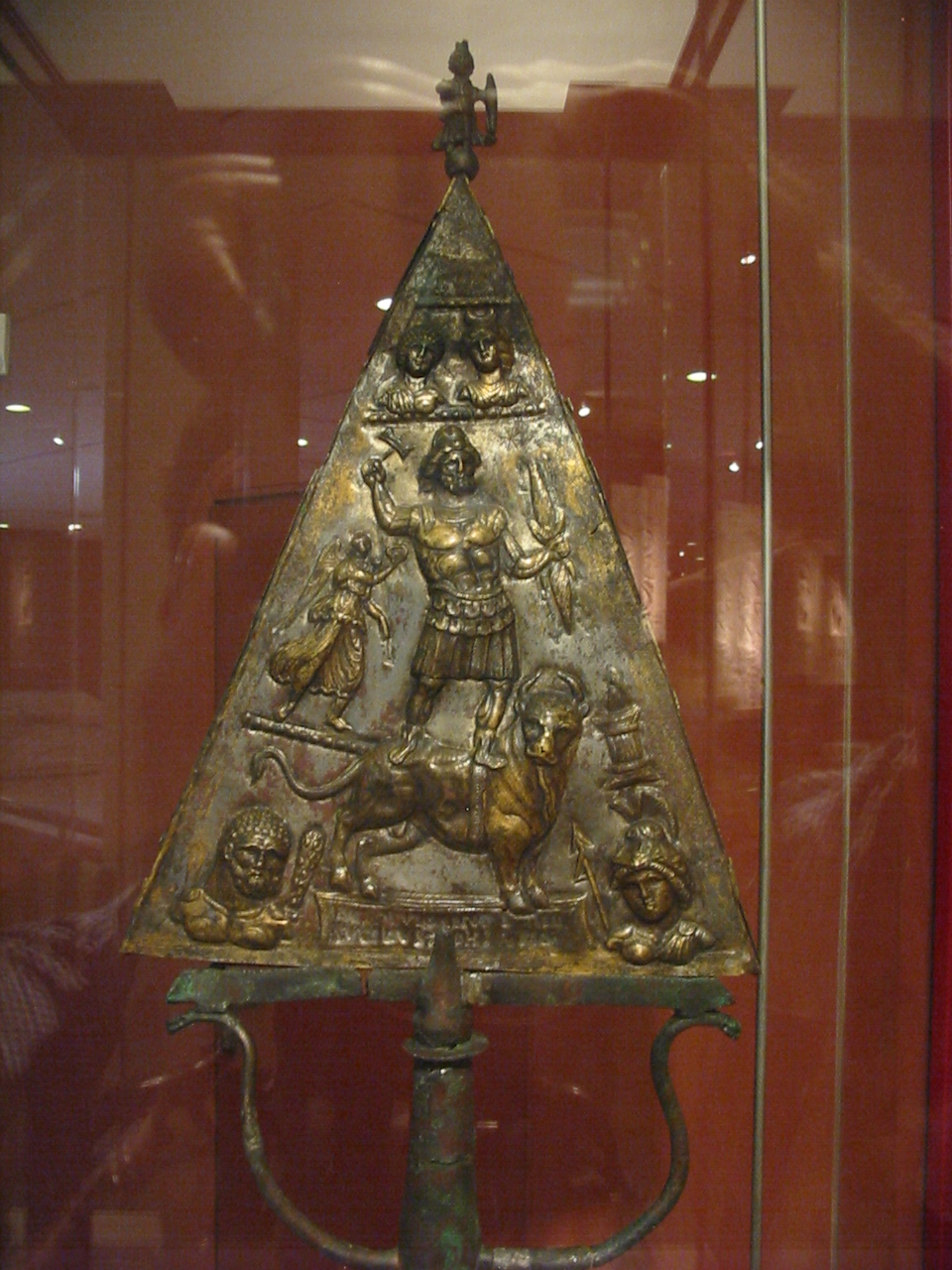
Jupiter Dolichenus, plaque de bronze (trouvée à Kömlöd, Hongrie). Musée national de Hongrie, Budapest
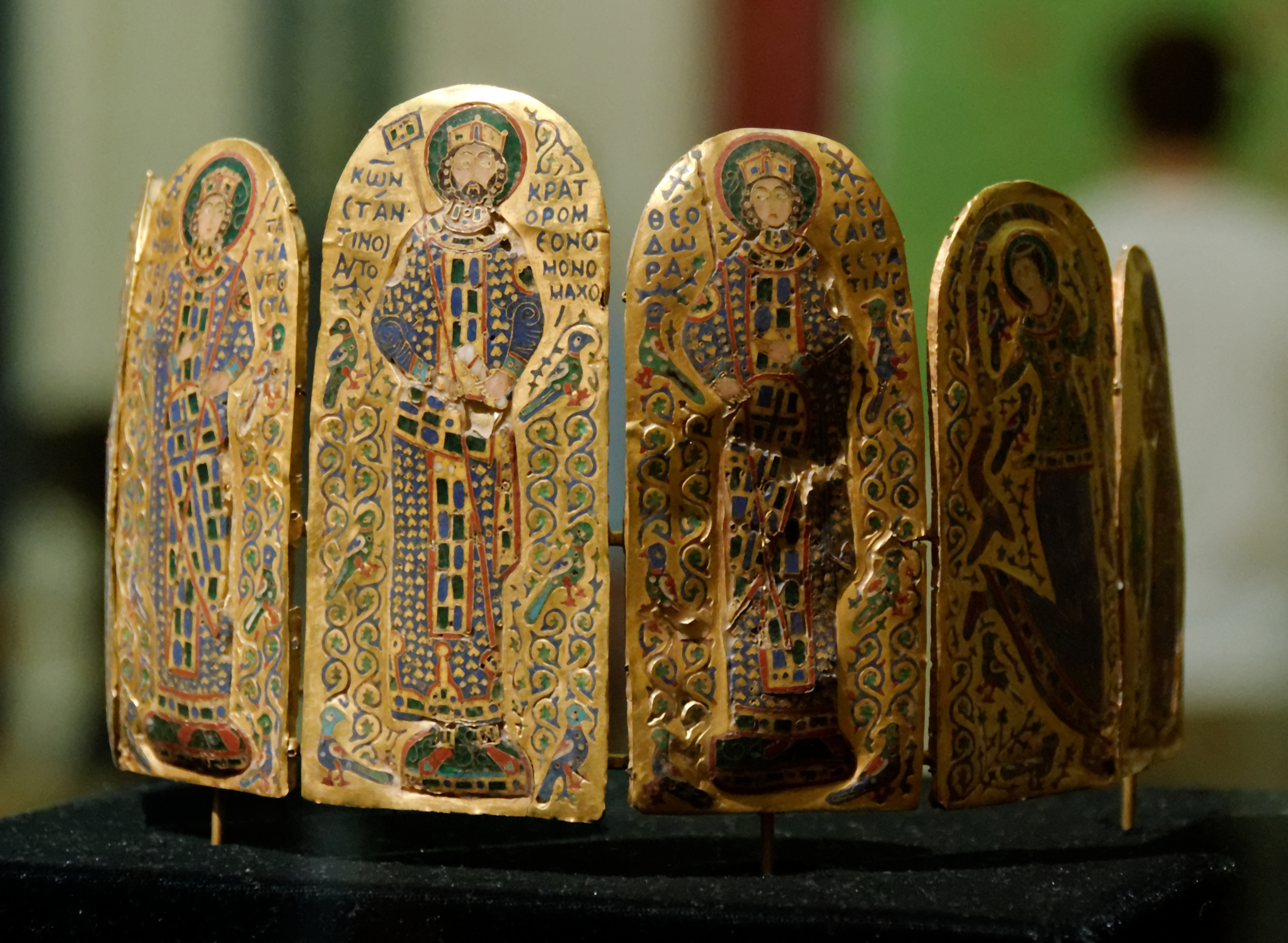
Couronne Monomaque
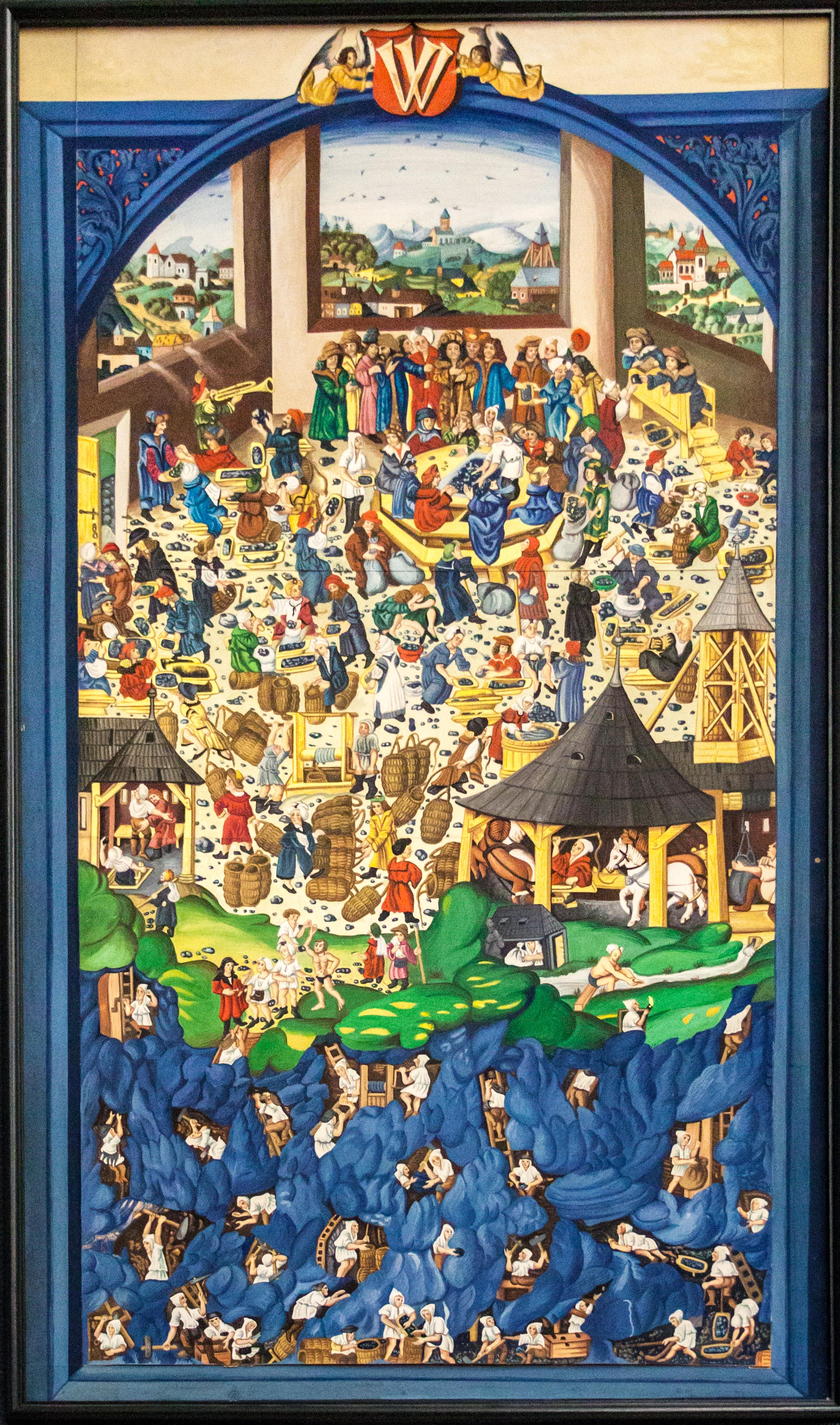
Anonyme - XVe siècle - Mines d'argent de Kutna Hora
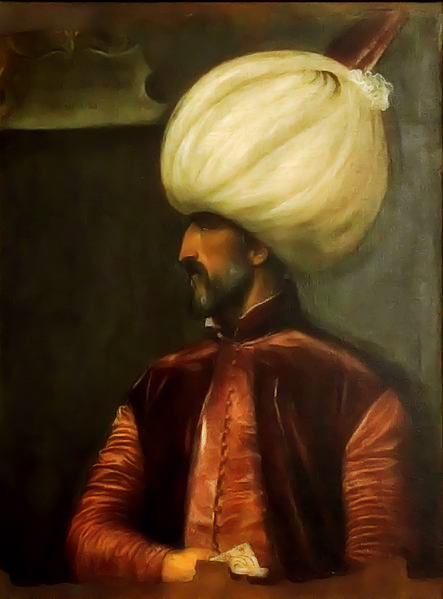
Portrait de Soliman le Magnifique (1494-1566) - XVIe siècle - peintre inconnu, école du Titien
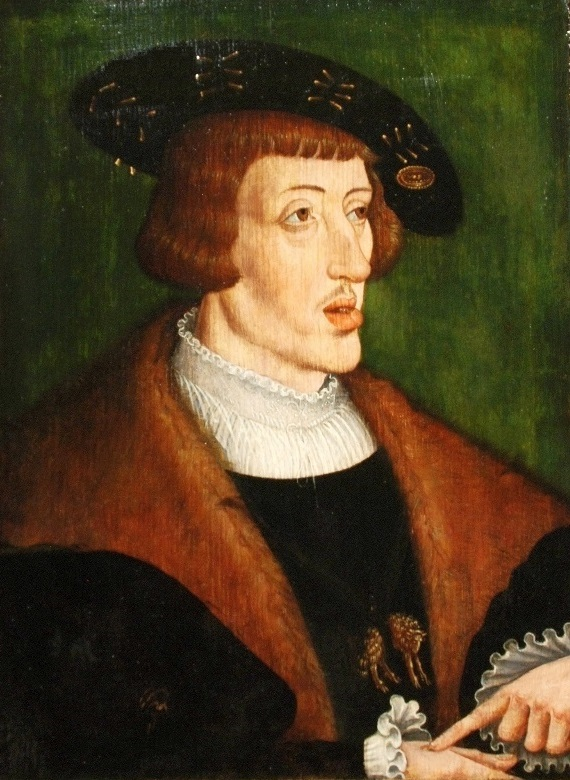
Anonyme - Ferdinand de Habsbourg (Ferdinand Ier, empereur du Saint-Empire romain germanique) circa 1530
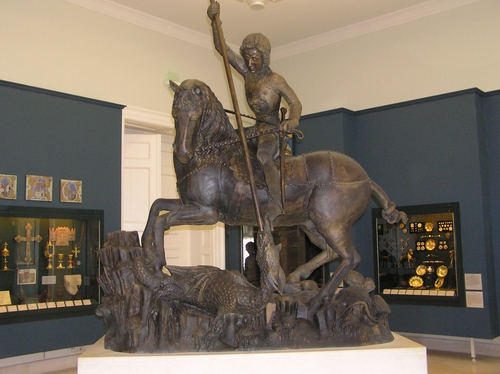
Statue équestre de Saint-Georges terrassant le dragon
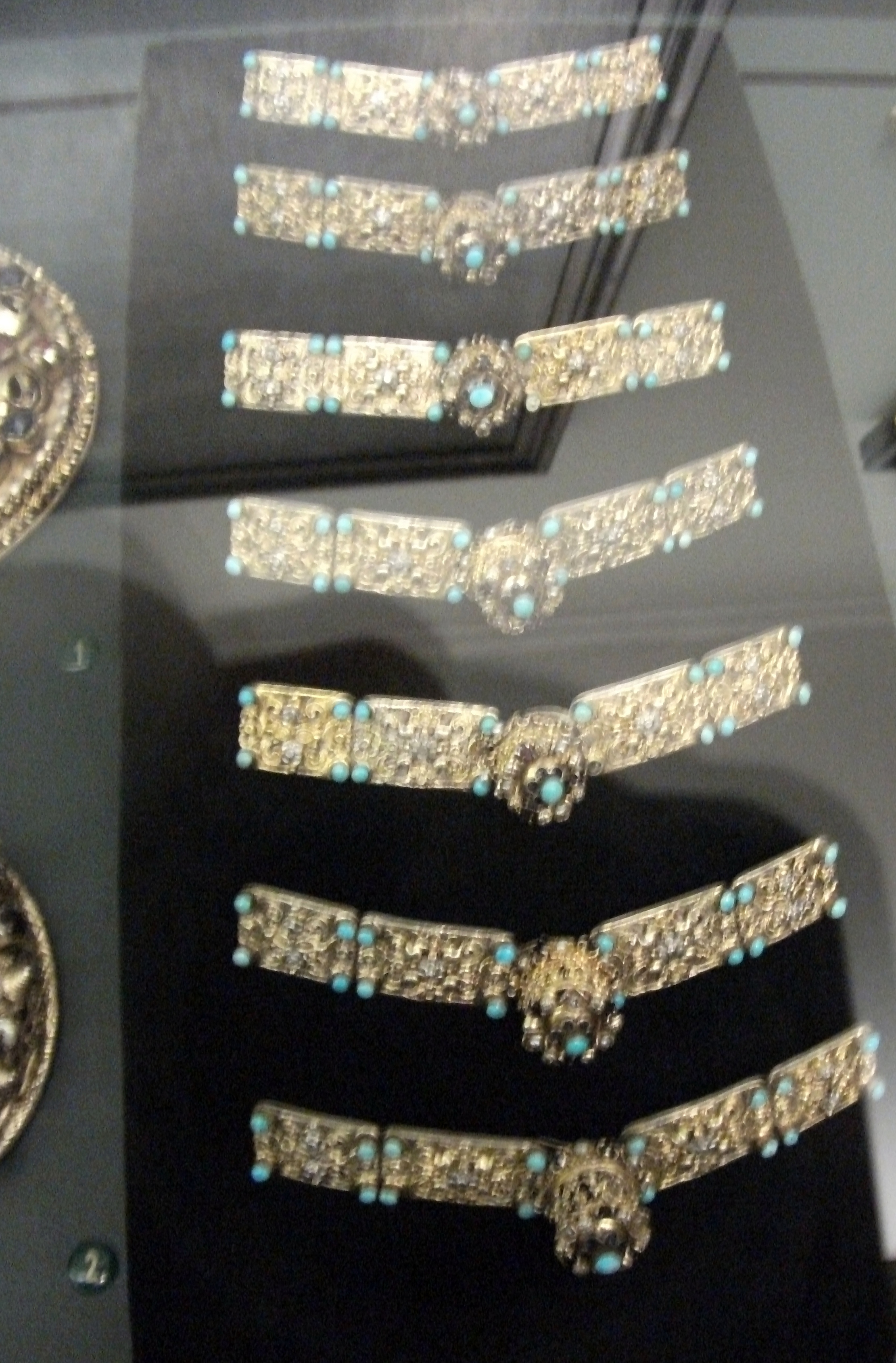
parures militaires
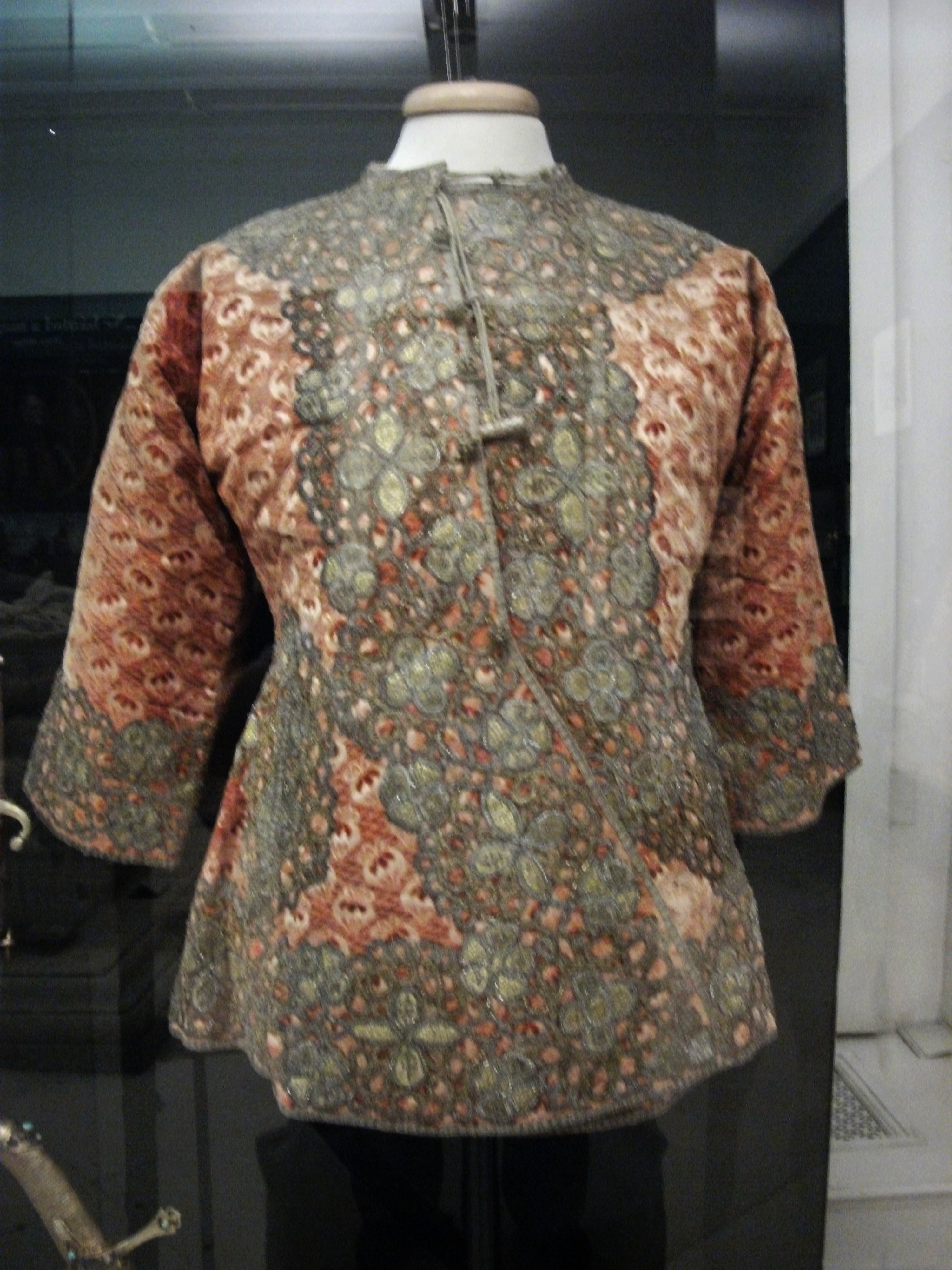
Manteau de couronnement médiéval hongrois
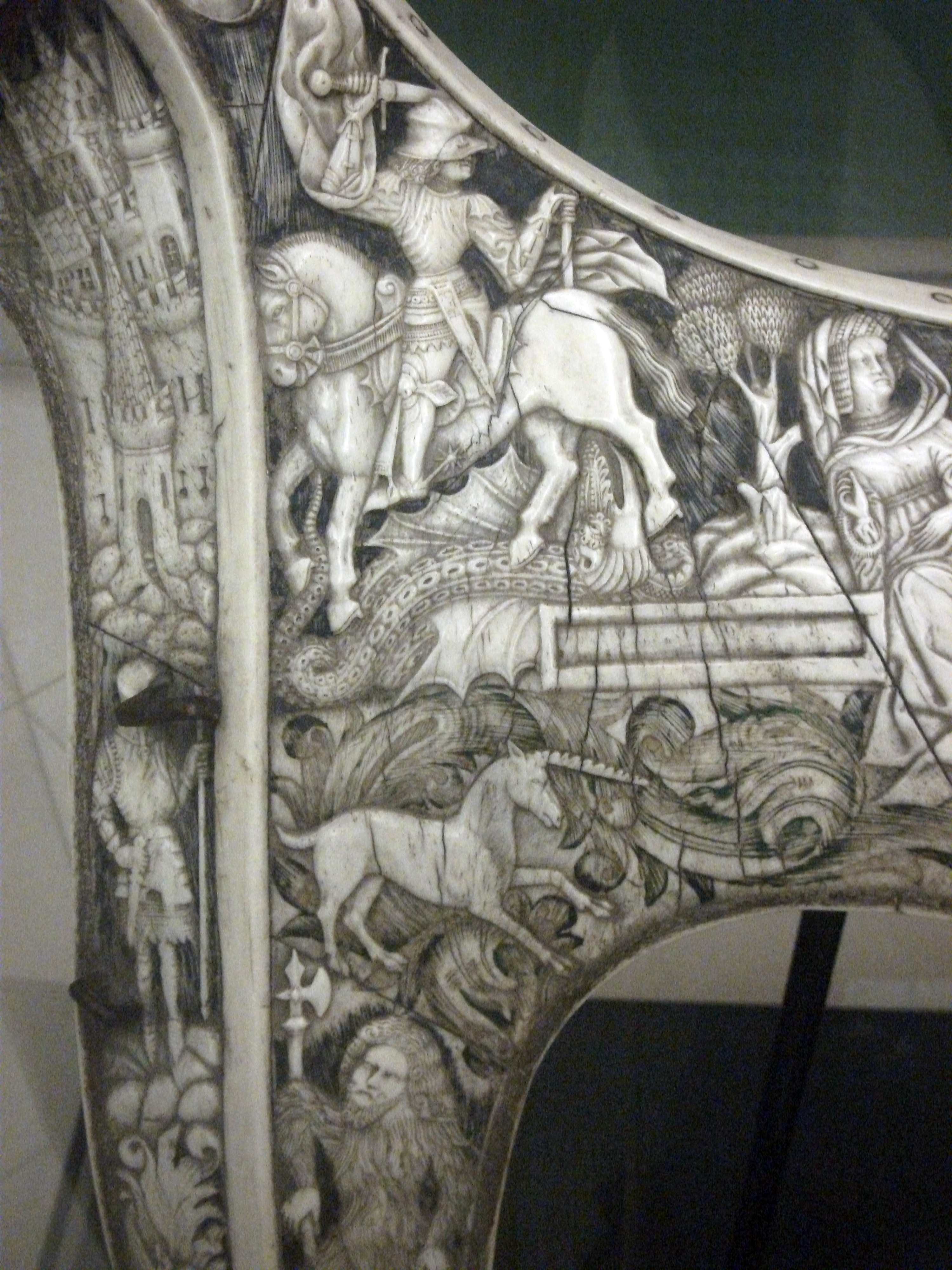
Détail de l'ouvrage sur une scelle d'apparat
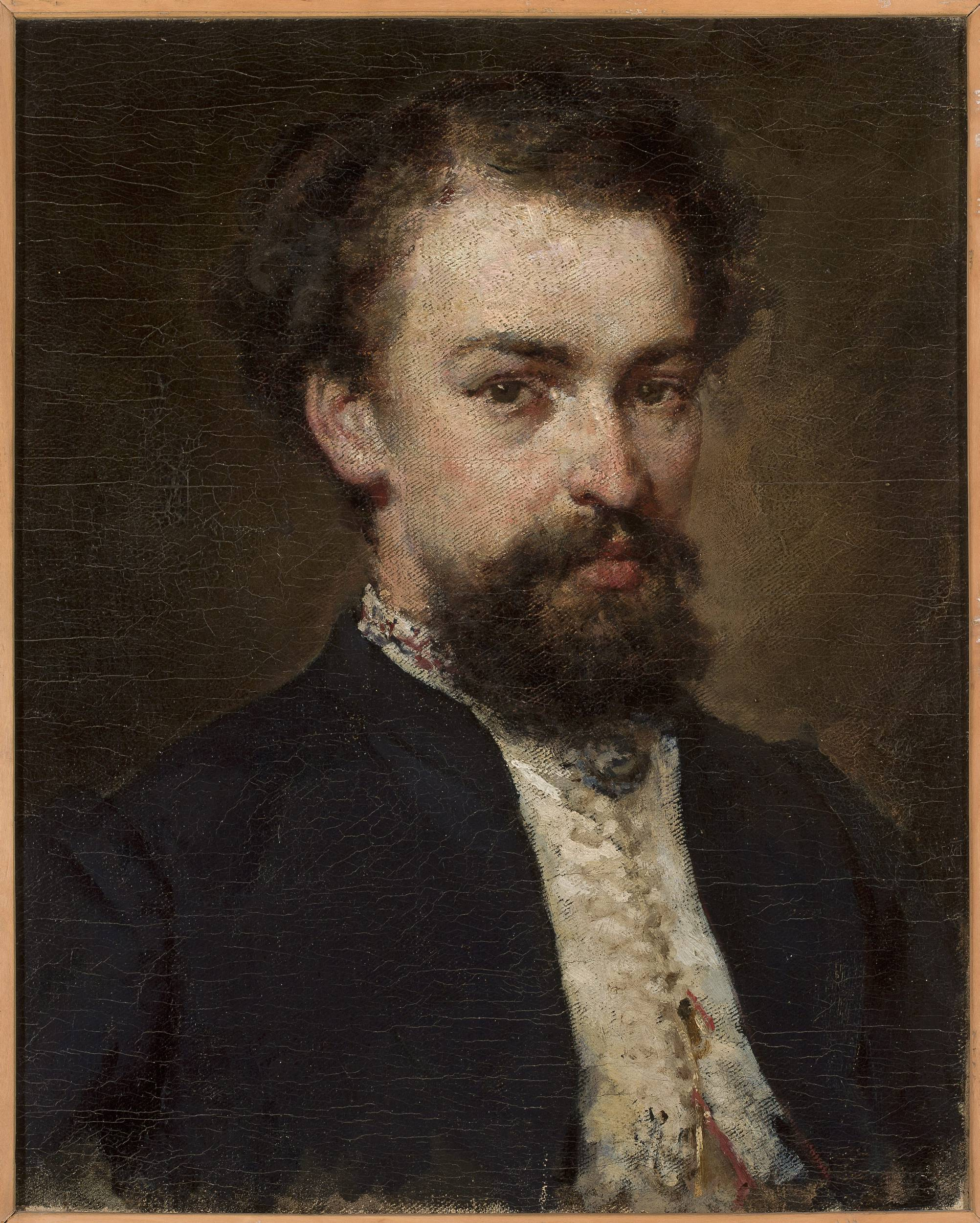
Portrait de Włodzimierz de Rosenwerth Rużycki. Witold Pruszkowski (1846-1896), peintre
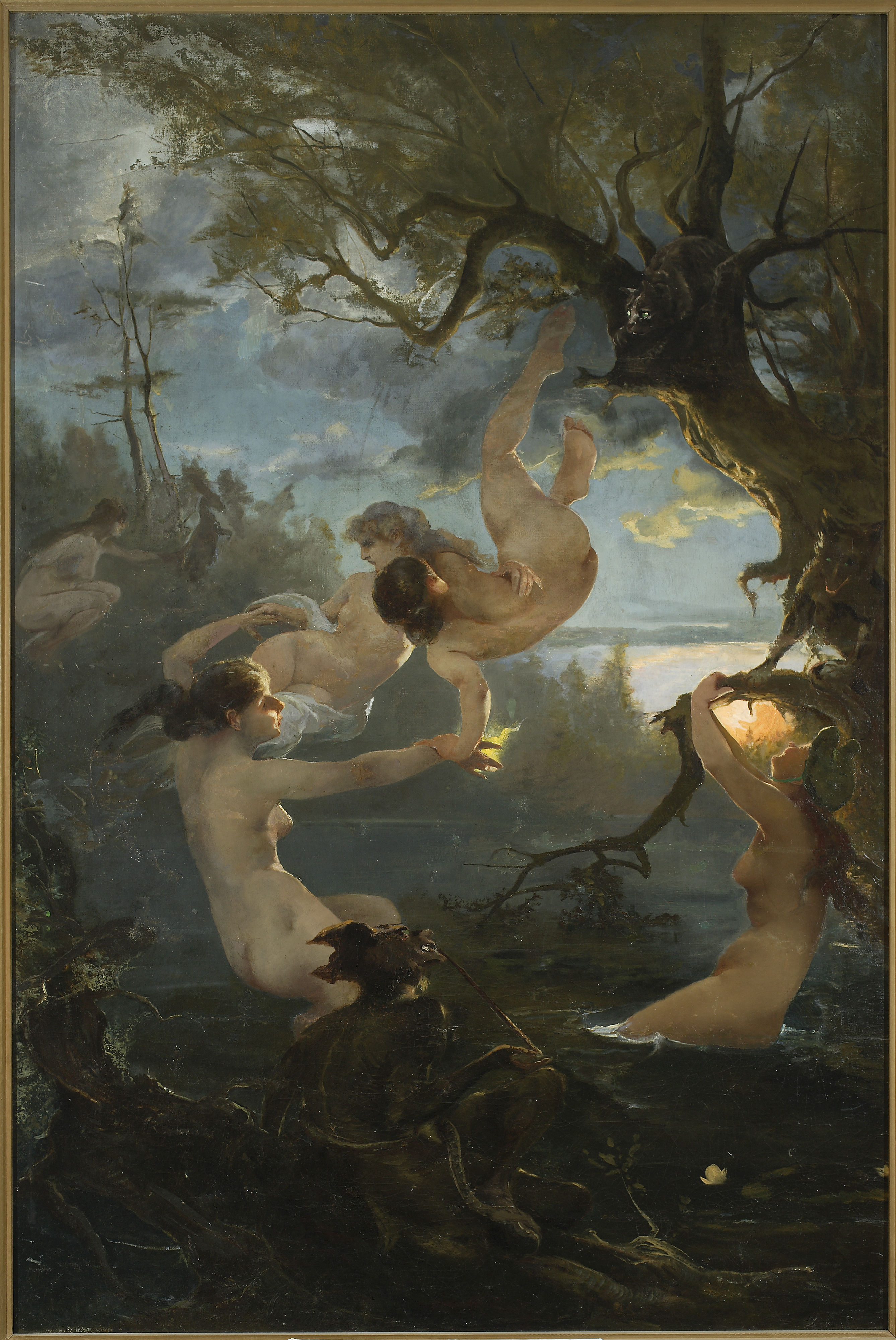
Witold Pruszkowski -  nymphes aquatiques
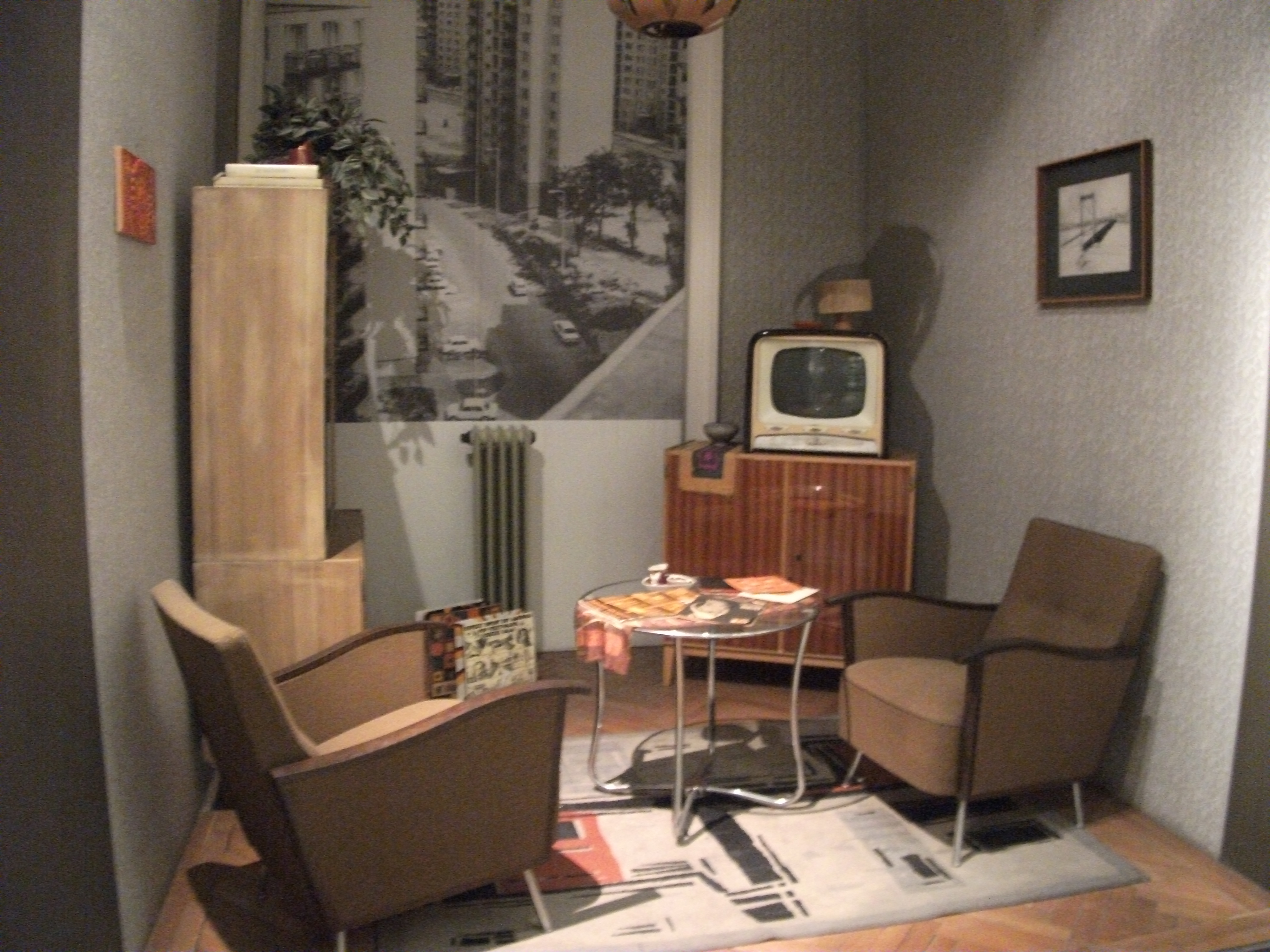
Reconstitution d'un intérieure de la période soviétique
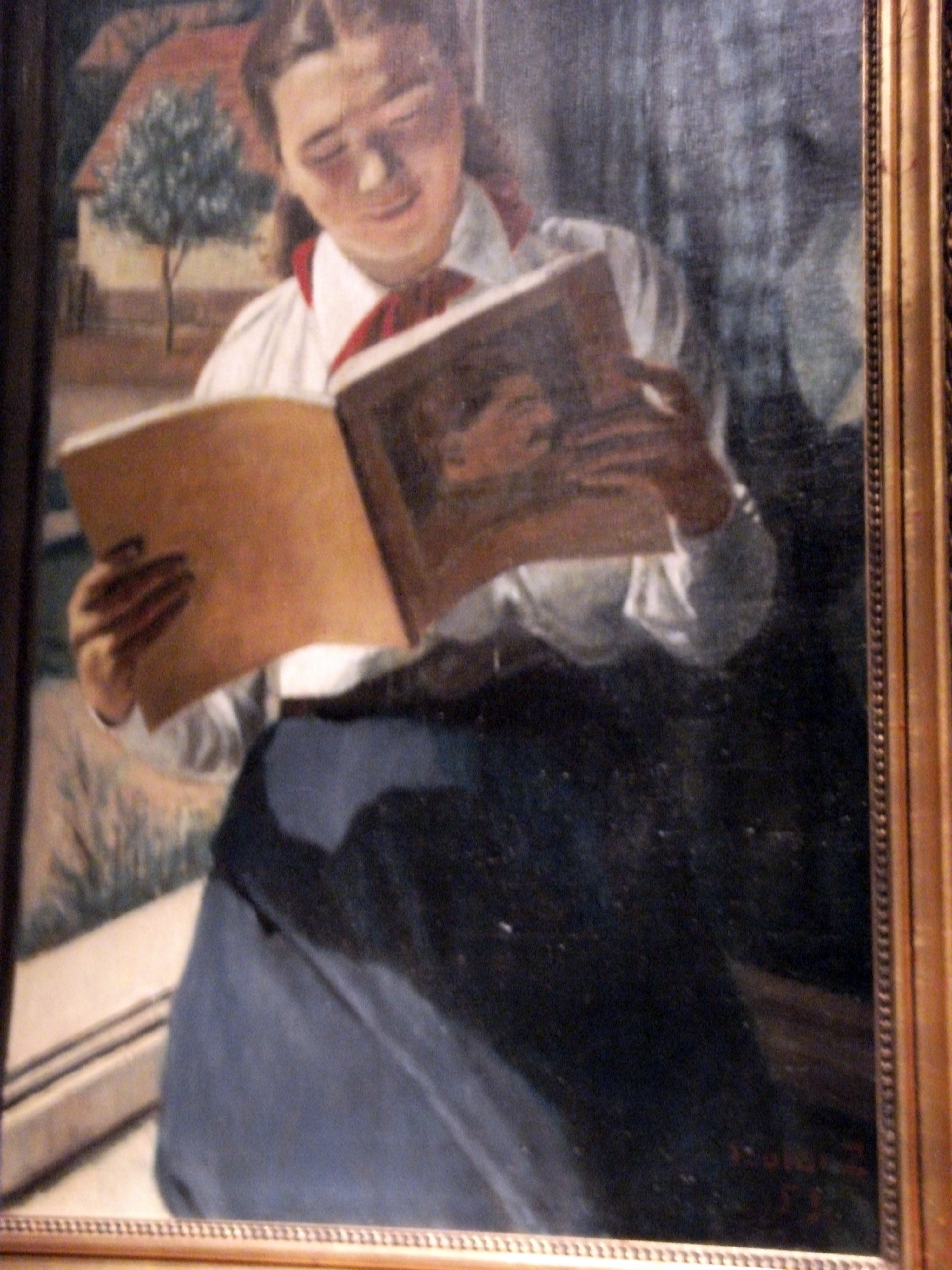
@ : 'Pioneer girl Reading' (1953) - image de propagande soviétique
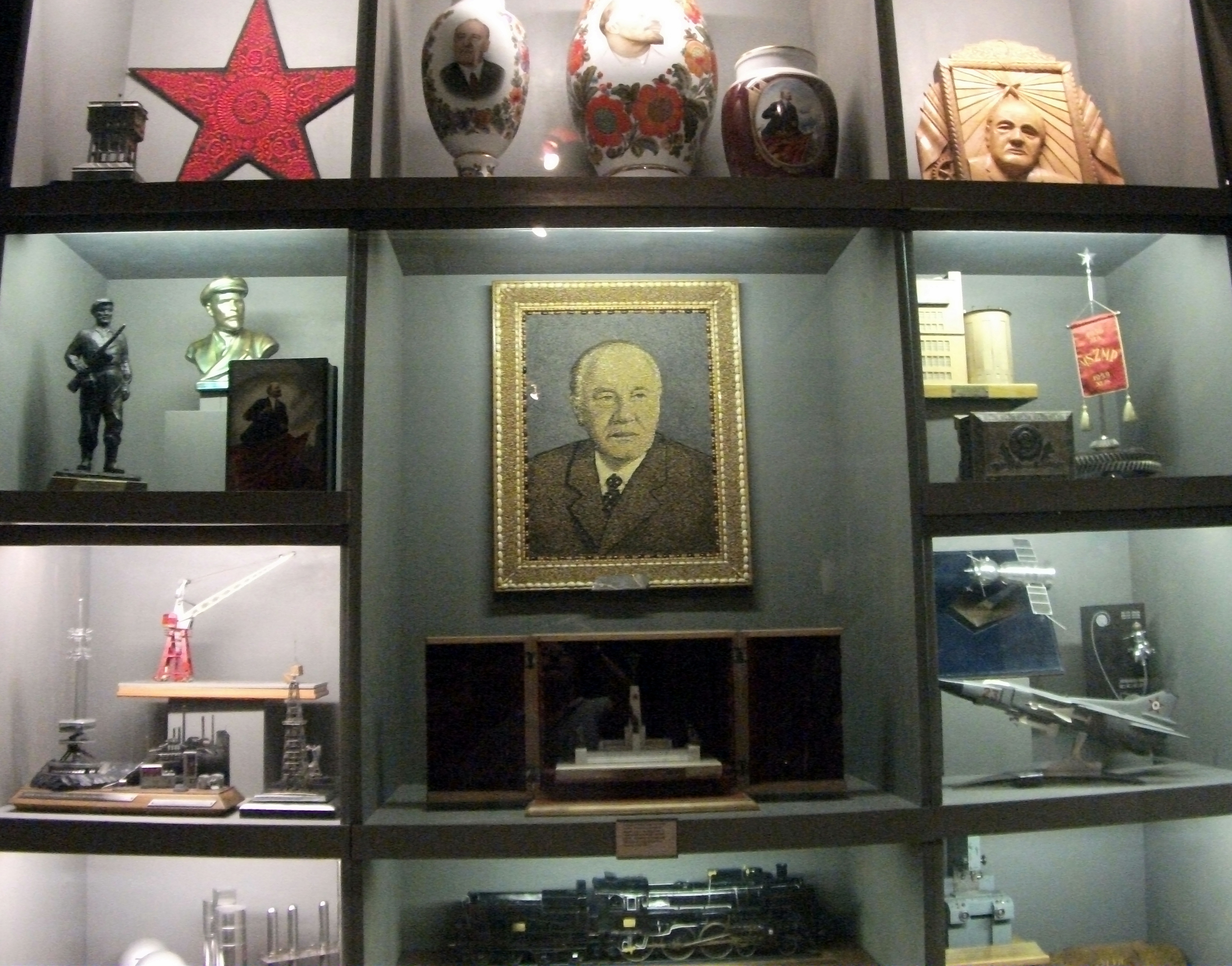
Cabinet de curiosité de la période soviétique